# João Uchôa Cavalcanti Netto
João Uchôa Cavalcanti Netto (Rio de Janeiro, 12 de outubro de 1933 – Rio de Janeiro, 5 de julho de 2012) foi advogado, juiz de direito, professor universitário, escritor, cineasta, pintor e empresário, fundador da Universidade Estácio de Sá. Também foi o idealizador da Editora Rio e do Hotel Village Le Canton.
É autor de vários livros, dentre romances, contos e peças de teatro, e dedicou-se também à pintura e à realização cinematográfica, tendo dirigido o longa-metragem Mesa de Bar, composto por seis episódios que abordam temas como racismo, sequestro, mentiras, falta de ética e traição. O filme se destaca por contar com atores não profissionais, sendo que, em um dos episódios, o professor e escritor Deonísio da Silva interpretou o papel de advogado.

## Família e formação
Dr. João Uchôa, como era popularmente conhecido, nasceu em família carioca de pais pernambucanos, sendo o filho primogênito de Mirabeau Souto Uchôa, respeitado delegado de polícia no Rio de Janeiro. Sua mãe, Heloisa de Medeiros, jornalista, pintora e decoradora de interiores, destacou-se como empreendedora, sobretudo em Brasília, onde se estabeleceu após o divórcio.
Na infância e adolescência, João Uchôa viveu com sua família e seus avós paternos na mesma casa, situada na Rua Montenegro, em Ipanema (atual Rua Vinicius de Moraes). Sua tia, Ida Souto Uchôa, bacharel em Direito e entusiasta da poesia e literatura, exerceu considerável influência em sua formação, incentivando-o a cultivar o amor pelos livros.
Muito jovem, trabalhou como repórter policial no jornal A Manhã, experiência que o colocou em contato com importantes jornalistas e radialistas, dentre os quais Heron Domingues, locutor do Repórter Esso na Rádio Nacional. Na emissora, era responsável por transformar os noticiosos da United Press e da Asa Press em despachos radiofônicos para Heron Domingues.
Cursou a Escola de Cadetes de Barbacena (MG), mas, por não se identificar com a vida militar, retornou ao Rio de Janeiro, onde concluiu o ensino médio (então denominado segundo grau). Por indicação de seu pai, tornou-se escrevente juramentado no Fórum do Rio, seu primeiro emprego. Aos 18 anos, estreou como escritor com o romance João, tendo sido agraciado com o prêmio Orlando Dantas, em concurso nacional promovido pelo Diário de Notícias.
Em 1956, durante o Carnaval em São Lourenço (MG), conheceu a paulistana Lilian Marone, com quem contraiu matrimônio no ano seguinte, resultando na união que gerou três filhos: a paulistana Monique Uchôa de Vasconcelos e os cariocas André Uchôa e Marcel Uchôa.
Na capital paulista, onde o casal residiu nos primeiros anos, João Uchôa trabalhou no Banco Bradesco, atuando como auxiliar próximo a Amador Aguiar, fundador e superintendente, e colaborou com o jornal Diários Associados. Dois anos depois, retornou ao Rio de Janeiro, desligando-se do banco.
Aos 29 anos, foi aprovado em concurso público, tornando-se Juiz de Direito e conciliando essa atividade com a docência em Direito Penal na PUC e na Universidade Gama Filho.
Em 1969, de forma pioneira, abriu um curso particular em seu apartamento, na Rua Rainha Guilhermina, no Leblon, destinado a ensinar a prática forense a advogados e recém-formados, abordando problemas que as faculdades, então consideradas excessivamente teóricas, não exploravam. O sucesso do curso o levou a alugar salas no Colégio Vieira Machado, na Visconde de Albuquerque, no Leblon – espaço desocupado aos sábados, quando as aulas regulares não ocorriam. Posteriormente, passou a oferecer cursos jurídicos de pós-graduação no centro do Rio de Janeiro, convidando o também juiz José Lisboa da Gama Malcher para integrar o empreendimento.

### Fundação da Universidade Estácio de Sá
No segundo semestre de 1969, os sócios transformaram o curso na Faculdade de Direito Estácio de Sá (FADES), e, em seguida, João Uchôa adquiriu as cotas do parceiro, tornando-se o único proprietário.
Em 1978, impulsionou a área acadêmica da Estácio por meio de convênios com instituições na França, sobretudo em Strasbourg, possibilitando a oferta de cursos de pós-graduação em diversas áreas. Aos poucos, tais convênios se expandiram para outros países, como Alemanha e Suíça, consolidando parcerias de desempenho reconhecido.
Em 1988, as Faculdades Integradas Estácio de Sá foram transformadas na Universidade Estácio de Sá, e, a partir de então, novos campi foram abertos em diversos bairros e municípios do Rio de Janeiro, expandindo-se mais tarde por todo o Brasil. Em entrevista concedida em 1999, João Uchôa comentou:
“Não posso dizer que o crescimento da Estácio superou as expectativas. Não havia expectativa. O que a gente fazia era [...] acordar de manhã, colocar os sapatos, a gravata e trabalhar. O que a gente esperava era fazer isto bem feito. Quando a gente levantou os olhos, olhou em volta e disse - Meu Deus, olha de que tamanho está isso! Foi um pouco assim. Em 1998, a Estácio tinha 14 mil alunos e, em 1999, ela tinha 27 mil”.— João Uchôa em uma entrevista para o jornal acadêmico da faculdade em 1999.
A Universidade Estácio de Sá alcançou dimensão extraordinária, tornando-se uma das maiores instituições de ensino superior do país. Em 2007, realizou sua abertura de capital na Bovespa, contando com 220 mil alunos distribuídos por 64 unidades. Em 2008, a GP Investments passou a ser sócia da Universidade ao adquirir 20% das quotas. Outro trecho marcante da mesma entrevista foi:
“Desde que comecei a faculdade de Direito, por intuição, já sentia o seguinte: preciso preparar o aluno para trabalhar e poder ganhar a vida. A linha tem sido essa até hoje. O objetivo da nossa graduação é tentar fazer desse homem um trabalhador num nível X. Já, no Politécnico, é tentar fazer dele um trabalhador num nível mais segmentado. E no mestrado, doutorado, entre outros, é preparar eruditos para nível mais alto. E se tem gente querendo ser erudita, eu vou ajudar a ser. Depois, tem uma coisa: se o MEC acha que, para o Brasil, é bom formar doutores, mesmo que eu seja contra, eu obedeço ao governo. Se tenho alguma ideia, faço em paralelo”.— João Uchôa em uma entrevista para o jornal acadêmico da faculdade em 1999.
Em 2010, João Uchôa vendeu toda a sua participação na empresa, encerrando sua atuação direta na gestão da instituição.

## Legado
A trajetória de João Uchôa Cavalcanti Netto abrange diversas áreas, como o Direito, a educação, a literatura e as artes, deixando um legado significativo na história da educação brasileira por meio da fundação e expansão da Universidade Estácio de Sá.

## Outros empreendimentos
João Uchôa dedicou-se ainda a outros empreendimentos culturais, como a Editora Rio, cujo catálogo tem publicações exclusivas, e a Casa de Cultura da Universidade Estácio de Sá, que organizou vários eventos no estado do Rio de Janeiro. Também o Monumento ao Surfe, na Barra da Tijuca no Rio, contou com o apoio deste homem, sempre atento ao mundo jovem, preocupado com o futuro desta faixa etária. Sobretudo para este novo Brasil que surgia de tantas mudanças velozes, ele deixou seu legado mais importante, a Estácio, uma vez que o saber e a qualificação profissional compõem o único patrimônio de cada pessoa que não pode ser saqueado. 
Um de seus empreendimentos marcantes foi também o Hotel Village Le Canton, cujo nome e características homenageiam a cultura suíça, por ele fundado em sítio que tinha adquirido em Teresópolis (RJ).

## Obras literárias
- João
- Entre o mar e as estrelas
- O Menino
- Contos Bandidos
- Prezados Canalhas
- Como se advoga no Cível
- O Direito, Um Mito
- A Democracia, Um Mito

## Morte
Os últimos anos de sua vida foram dedicados ao Hotel Village Le Canton e à pesquisa e composição de “A Democracia, Um Mito”, que deixou pronto, mas inédito, e foi publicado postumamente por sua filha Monique Uchôa Cavalcanti de Vasconcelos (Rio de Janeiro, Editora Ibis Libris, 2016).
 

João Uchôa sofria de câncer no esôfago e faleceu aos 78 anos devido a complicações da doença. Estava internado na Clínica São Vicente, no Rio de Janeiro.